# Fantasmi del mare
Fantasmi del mare è un film del 1948 diretto da Francesco De Robertis.
È il primo film significativo del regista, specializzato in film di guerra e alto ufficiale della Marina Militare, che ha dedicato una vasta filmografia all'ambiente della Marina Militare Italiana.

## Trama
Il sottoufficiale della Marina Militare, il Capo Arena, custode di una nave in disarmo, ricostruisce l'ultima fase della seconda guerra mondiale e rievoca un episodio dell'8 settembre 1943. A bordo della nave, sulla quale è imbarcato anche il figlio del comandante, prende una drammatica decisione che riguarda le sorti dell'equipaggio.

## Produzione
La produzione è curata da Michele Savini per CCI. La distribuzione è affidata alla Atlantis Film.

### Regia
Il film si avvale della collaborazione tecnica alla regia di Vittorio Cottafavi. De Robertis si affida ancora per la fotografia a Carlo Bellero, che firma, in tutto, otto suoi film.

### Cast
De Robertis inserisce nel cast per la prima volta l'attore debuttante Nino Milano, l'unico che apparirà in cinque film del regista. Affida il ruolo di “Comandante” a Nicola Morabito, uno dei pochi attori che il regista riconferma per la seconda volta. Fa debuttare nel cinema il barese Umberto Raho, che sarà interprete di un centinaio di film.

### Riprese
Il film è interamente girato in un set allestito nell'Arsenale Militare Marittimo di Taranto.
Una scena è girata alla vicina "Villa Peripato".

## Accoglienza

### Critica
In concomitanza con il neorealismo, Francesco De Robertis dedica il suo film al mondo della Marina Militare, e utilizza attori poco conosciuti, fra i quali la giovane attrice di teatro Anna Arena (ligure) e Raf Pindi (originario della Puglia). Durante la lavorazione il film aveva il titolo di RottaSud. Un lavoro corretto, come del resto tutti i film di De Robertis, specialista in storie marinare
La povertà di mezzi non permette all'autore gli squarci marini delle opere precedenti; montaggio serrato, uso espressivo dei primi piani, disegno preciso delle singole psicologie e dialoghi ineccepibili tengono desta l'attenzione.

## Riconoscimenti
Il Comune ove è nato, San Marco in Lamis, in provincia di Foggia, ha voluto dedicare il Cinema Comunale a “F. De Robertis”.
Il film ha aperto la rassegna di film bellici curata da Maurizio Cabona per le celebrazioni per la Festa delle Forze Armate il 5 novembre 2008 al cinema Trevi di Roma. Ignazio La Russa ha inaugurato la rassegna, realizzata in collaborazione con Ministero della difesa ed il Centro Sperimentale di Cinematografia (Cineteca Nazionale).